# الشركة المتقدمة للبتروكيماويات
الشركة المتقدمة للبتروكيماويات هي شركة مساهمة سعودية، تأسست كشركة مساهمة عامة في السابع والعشرين من شعبان عام 1426 هـ الموافق الأول من أكتوبر عام 2005 لإنشاء مجمع صناعي بمدينة الجبيل الصناعية لإنتاج مادة البولي بروبلين والبروبين منزوع الماء وبطاقة، وبإنتاجية سنوية قدرها 450000 طن من مادة البولي بروبلين.

## نبذة عن نشاط الشركة
إنتاج مادة البروبلين بطاقة إنتاجية (455) ألف طن سنوياً وذلك بتقنية CATOFIN يتم إستخدامها كلقيم لمصنع البولي بروبلين بطاقة إنتاجية (450) ألف طن سنوياً وذلك بتقنية NOVOLEN وسوف يسوق المنتج في الأسواق المحلية والإقليمية والعالمية من خلال المسوقين المحليين والعالميين باستخدام أنواع التعبئة والتغليف المتطوره. نسبة كبيرة من البولي بروبلين المنتج تستخدم في تصنيع المنتجات المعمرة وشبه المعمره (مثل قطع غيار السيارات، السجاد، الأثاث، وغيرها).

## التاريخ
تأسست الشركة المتقدمة للبتروكيماويات كشركة مساهمه مقفلة في المملكة العربية السعودية في 7 شعبان 1426 هـ (الموافق 1 أكتوبر 2005 م) يبلغ رأس مال الشركة 750,000,000 مليون ريال وقد قامت الشركة برفع رأس مالها بمبلغ 1,413,7500,00ريال سعودي مقسم إلى 66,375,000 سهما. وفي عام 2012 تم رفع رأس المال مرة آخرى إلى 1,639,950,000 ريال. أيضاً في عام 2016 تم رفع رأس المال مرة آخرى إلى 1,967,940,000 ريال.

## الشركات التابعة
| اسم الشركة التابعة                        | نسبة الملكية | النشاط الرئيسي | مكان العمليات         | مكان التأسيس             |
| ----------------------------------------- | ------------ | --- | --------------------- | ------------------------ |
| الشركة المتقدمة للإستثمار العالمي (أجيك)  | 100.00%      | الإستثمار في المشاريع الصناعية بما في ذلك المشاريع المتعلقة بالصناعات البتروكيماوية والكيماوية الأساسية منها أو.التحويلية داخل وخارج المملكة العربية السعودية | مدينة الجبيل الصناعية | المملكة العربية السعودية |
| الشركة المتقدمة للطاقة المتجددة           | 100.00%      | يتمثل نشاطها في إنتاج مادة البولي سيليكون ومشتقاتها والتي تتضمن الخلايا الضوئية والألواح الضوئية.                                                             | مدينة الجبيل الصناعية | المملكة العربية السعودية |
| الشركة المتقدمة القابضة العالمية المحدودة | 100.00%      | يتمثل نشاطها في الاستثمار في انتاج وتسويق المنتجات البتروكيماوية والكيماوية.                                                                                  | لوكسمبورغ             | لوكسمبورغ                |

## البيانات
| تاريخ التأسيس | تاريخ الادراج | الرمز الدولي | نهاية السنة المالية | مراجعي الحسابات |
| ------------- | ------------- | ------------ | ------------------- | --------------- |
| 2005/10/01    | 2007/01/20    | SA000A0LE310 | 31/12               | إرنست آند يونق  |

## ملف الأسهم
| رأس المال المصرح به (ريال سعودي) | عدد الأسهم المصدرة | رأس المال المدفوع (ريال سعودي) | القيمة الاسمية للسهم | القيمة المدفوعة للسهم |
| -------------------------------- | ------------------ | ------------------------------ | -------------------- | --------------------- |
| 2,164,734,000                    | 216,473,400        | 2,164,734,000                  | 10                   | 10                    |

تغيرات في راس المال
| تاريخ اعلان التوصية | نوع الإصدار | تاريخ الاستحقاق | رأس المال الجديد | رأس المال السابق |
| ------------------- | ----------- | --------------- | ---------------- | ---------------- |
| 2019-05-26          | منحة اسهم   | 2019-09-17      | 2,164,734,000    | 1,967,940,000    |
| 2016-05-17          | منحة اسهم   | 2016-07-28      | 1,967,940,000    | 1,639,950,000    |
| 2011-12-19          | منحة اسهم   | 2012-02-21      | 1,639,950,000    | 1,413,750,000    |